# Leotiaceae
Famille
Leotiaceae est une famille de champignons ascomycètes  de l'ordre des Leotiales.

## Liste des genres
Selon Catalogue of Life (27 juillet 2017) :
- genre Alatospora
- genre Halenospora
- genre Leotia

Selon ITIS (27 juillet 2017) :
- genre Chlorencoilia J. R. Dixon
- genre Chloroscypha Seaver, 1931
- genre Claussenomyces W. Kirschtein, 1923
- genre Leotia Persoon Ex Fries, 1828
- genre Mniaecia
- genre Paryphydria
- genre Pestalopezia F. J. Seaver, 1942
- genre Tympanis E. M. Fries, 1822